# La Française
La Française is een historisch Frans merk dat in de jaren 1936-1940 lichte motorfietsen van 98- tot 350 cc maakte. 
Na de Tweede Wereldoorlog werd de productie weer opgenomen met een 100 cc-model. Vanaf 1948 maakte men een 49 cc viertaktje. In de volgende jaren kwamen er weer meer modellen met viertaktmotoren van 169- en 175 cc. In 1953 ontwikkelde men een 250 cc OHC-machine.